# Modelo teia de aranha
O modelo teia de aranha ou teoria da teia de aranha é um modelo económico que explica por que razão os preços podem ser sujeitos a flutuações periódicas em determinados tipos de mercado. Descreve a oferta e procura cíclicas num mercado em que a quantidade produzida deve ser escolhida antes que os preços sejam observados. Pressupõe-se que as expectativas dos produtores sobre os preços são baseadas nas observações de preços anteriores. Nicholas Kaldor analisou o modelo em 1934, fixando a designação de "teorema da teia de aranha", citando análises anteriores em alemão de Henry Schultz e Umberto Ricci.

## O modelo

O caso convergente: cada novo resultado fica sucessivamente mais próximo da intersecção entre a oferta e a procura.

O caso divergente: cada novo resultado fica sucessivamente mais afastado da intersecção entre a oferta e a procura.

(Mantem-se a designação das curvas do original em inglês, como é aliás habitual nas obras de economia, ou seja, S de supply para oferta e D de demand para procura ou demanda).
O modelo teia de aranha baseia-se no hiato de tempo entre as decisões de oferta e procura. Os mercados agrícolas são um dos casos em que se pode aplicar o modelo de teia de aranha, uma vez que há um hiato entre o plantio e a colheita (Kaldor, 1934, p. 133-134 dá dois exemplos agrícolas, o da borracha e o do milho). Suponhamos, por exemplo, que em resultado de inesperado mau tempo, os agricultores oferecem no mercado uma quantidade invulgarmente pequena de morangos. Esta escassez, equivalente a um deslocamento para a esquerda da curva de oferta do mercado, resulta no aumento dos preços. Se esperam que continuem a verificar-se estas condições de preço elevado, então no ano seguinte os agricultores irão aumentar a sua produção de morangos em relação a outras colheitas. Portanto, quando forem de novo ao mercado, a oferta será mais elevada, resultando na diminuição dos preços. Se depois esperarem que os preços irão continuar baixos, então irão diminuir a sua produção de morangos para o próximo ano, resultando novamente no aumento dos preços.
Este processo é ilustrado pelos diagramas à direita. O preço de equilíbrio está na intersecção das curvas da oferta e da procura. Uma má colheita no período 1 significa a queda da oferta para Q1, de modo que os preços aumentam para P1. Se os produtores planeiam a sua produção para o período 2 na expectativa de que o preço elevado irá manter-se, então a oferta do período 2 será mais elevada, situando-se em Q2. Os preços irão portanto cair para P2 quando eles tentam vender toda a sua produção. À medida que este processo se repete, oscilando entre períodos de reduzida oferta com preços elevados e a seguir o aumento da oferta com a redução dos preços, o preço e a quantidade desenham uma espiral. Esta espiral pode ser no sentido interno, como no caso da figura de cima, em que a economia converge para o equilíbrio entre a oferta e a procura; ou a espiral pode ser no sentido exterior, aumentando a magnitude das flutuações.
O modelo teia de aranha pode ter dois tipos de resultado:
- Se a curva da oferta é mais inclinada do que a curva da procura, então a magnitude das flutuações diminui nos sucessivos ciclos, de modo que a representação dos preços e das quantidades ao longo do tempo parece uma espiral para dentro, como se mostra no diagrama de cima. Este caso é designado de estável ou convergente.
- Se a inclinação da curva da oferta é menor em valor absoluto do que a inclinação da curva da procura, então a magnitude das flutuações aumenta em cada novo ciclo, de modo que os preços e as quantidades seguem em espiral para fora. Este caso é designado de instável ou divergente.

Há duas outras possibilidades:
- A magnitude das flutuações pode também permanecer constante, de modo que a representação dos resultados seria um simples retângulo, se as curvas da oferta e da procura têm exatamente a mesma inclinação (em valor absoluto).
- Se a curva da oferta é menos inclinada do que a curva da procura perto do ponto em que as duas curvas se cruzam, mas mais inclinada quando se afastam desse ponto, então os preços e as quantidades irão formar uma espiral que se afasta do preço de equilíbrio mas não irão divergir indefinidamente; em vez disso, podem convergir para um ciclo limitado.

Em qualquer dos dois primeiros cenários, a combinação da espiral e das curvas da oferta e da procura assemelha-se frequentemente a uma teia de aranha, e daí o nome da teoria.

## Elasticidades versus inclinações
Os resultados do modelo teia de aranha são indicados acima em termos de inclinações, mas são mais vulgarmente descritos em termos de elasticidades. Em termos de inclinações, o 'caso convergente' requer que a inclinação da curva da oferta seja maior que o valor absoluto da inclinação da curva da procura:
{\displaystyle {\frac {dP^{S}}{dQ^{S}}}>\left|{\frac {dP^{D}}{dQ^{D}}}\right|.}
Na terminologia estandardizada da microeconomia, define-se a elasticidade da oferta como {\displaystyle {\frac {dQ^{S}/Q^{S}}{dP^{S}/P^{S}}}}, e a elasticidade da procura como {\displaystyle {\frac {dQ^{D}/Q^{D}}{dP^{D}/P^{D}}}}. Se calcularmos estas duas elasticidades no ponto de equilíbrio, isto é, {\displaystyle P^{S}=P^{D}=P>0} e {\displaystyle Q^{S}=Q^{D}=Q>0}, então vemos que o caso convergente exige
{\displaystyle {\frac {dQ^{S}/Q}{dP^{S}/P}}<\left|{\frac {dQ^{D}/Q}{dP^{D}/P}}\right|,}
enquanto o caso divergente exige
{\displaystyle {\frac {dQ^{S}/Q}{dP^{S}/P}}>\left|{\frac {dQ^{D}/Q}{dP^{D}/P}}\right|.}
Ou seja, o caso convergente ocorre quando a curva da procura é mais elástica do que a curva da oferta, no ponto de equilíbrio. O caso divergente ocorre quando a curva da oferta é mais elástica do que a curva da procura, no ponto de equilíbrio (ver Kaldor, 1934, página 135, proposições (i) e (ii).)

## Papel das expectativas
Uma razão para manter ceticismo relativamente às previsões deste modelo é o pressuposto da perspectiva de muito curto prazo dos produtores. Pode parecer muito razoável admitir que os agricultores têm em conta os preços verificados mais recentemente para preverem os preços que ocorrerão no futuro, mas esta previsão baseada no que se passou no passado (que é designada de expectativas adaptativas) acaba por ser crucial para as flutuações do modelo. Ao esperar que os preços altos irão persistir, os agricultores produzem demasiado e, portanto, os preços acabam por reduzir e vice-versa.
No caso estável, o resultado pode ser admissível, dado que os erros de previsão dos agricultores (a diferença entre o preço que eles esperam e o preço que realmente ocorre) se tornam cada vez menores em cada novo período. Neste caso, após vários períodos, os preços e as quantidades ocorrem cada vez mais perto do ponto onde a oferta e a procura se cruzam, e os preços previstos ficam cada vez mais perto dos preços reais. Mas no caso instável, os erros dos agricultores ficam cada vez maiores a cada período. Isto parece indicar que as expectativas adaptativas são um pressuposto enganador — como poderiam os agricultores deixar de notar que o preço do anterior período não é uma boa previsão do preço do período corrente?
O fato dos agentes com expectativas adaptativas poderem cometer erros cada vez maiores ao longo do tempo levou muitos economistas a concluir que é melhor pressupor expectativas racionais, ou seja, as expectativas consistentes com a estrutura real da economia. No entanto, a hipótese das expectativas racionais é controversa, uma vez que ele pode exagerar o conhecimento pelos agentes sobre a economia. O modelo teia de aranha serve como um dos melhores exemplos para ilustrar como a compreensão da formação das expectativas é tão importante para a compreensão da dinâmica económica, e também porque razão é tão controverso o tema das expectativas na teoria económica recente.

## Exemplos

### Manadas de gado
O modelo teia de aranha tem sido interpretado como uma explicação para as flutuações em vários mercados da pecuária, como os documentados por Arthur Hanau nos mercados de carne de porco na Alemanha. No entanto, Rosen et al. (1994) propuseram um modelo alternativo que mostrou que por causa do ciclo de vida de três anos do gado para abate, os efectivos pecuários flutuariam ao longo do tempo mesmo que os rancheiros tivessem expectativas racionais perfeitas.

### Dados de experiências com pessoas
Em 1989, Wellford realizou doze sessões experimentais, cada uma com cinco participantes, ao longo de trinta períodos simulando os casos estável e instável. Os resultados obtidos mostram que no caso instável não resultou no comportamento divergente que vemos nas expectativas do tipo teia de aranha, e que em vez disso os participantes convergiram para o equilíbrio de expectativas racionais. No entanto, a variação no percurso do preço no caso instável foi maior do que no caso estável (demonstrando-se que a diferença era estatisticamente significativa).
Uma forma de interpretar estes resultados é dizer que, a longo prazo, os participantes se comportaram como se tivessem expectativas racionais, mas que no curto prazo cometem erros. Estes erros causaram maiores flutuações no caso instável do que no caso estável.

### Setor habitacional em Israel
O setor de construção residencial de Israel era, principalmente em resultado vagas de imigração, e ainda é, um fator importante na estrutura dos ciclos económicos em Israel. A crescente população, a forma de financiamento, o aumento dos rendimentos e as necessidades de investimento convergiram o que veio a refletir-se na subida vertiginosa da procura de habitações. Por outro lado, a tecnologia, a iniciativa pública e privada, as habitações disponíveis e a disponibilidade de força de trabalho convergiram no lado da oferta. A posição e a direção do setor de habitação no ciclo económico podem ser identificados por meio de um modelo teia de aranha (ver Tamari, 1981).

## Nota
- Este artigo foi inicialmente traduzido, total ou parcialmente, do artigo da Wikipédia em inglês cujo título é «Cobweb model».